# W.I.N.D.
I W.I.N.D. sono un gruppo musicale rock con influenze blues, jazz e psichedeliche di origine friulana.

## Storia degli W.I.N.D.
Il gruppo si è formato nel 1987 a Trieste La prima formazione stabile è del 1998, composta da Fabio Drusin (voce, basso, percussioni), Sandro Bencich (batteria), Jimi Barbiani (chitarra), Davide Gustincic (chitarra), Stefano Caucich (chitarra)  e Gianni Rainone (Hammond e piano) con la quale il gruppo pubblica i primi album: l'esordio omonimo nel 2000, Hypnotic Dream del 2002 dove inizia la collaborazione con Johnny Neel, pianista non vedente già membro degli Allman Brothers e Gov't Mule e Groovin' Trip del 2004. L'improvvisazione tipica delle jam band e caratterizza i concerti del gruppo viene fotografata nell'album dal vivo del 2005 Live in the Land of Milk and Honey, registrato durante il Burz Herzberg Festival in Germania.
Successivamente Bencich e Barbiani vengono sostituiti da Anthony Basso (chitarra, voce) e Silver Bassi (batteria), con questa nuova formazione il gruppo pubblica nel 2010 l'album Walkin' in a New Direction e nel 2013 l'album Temporary Happiness.
Tra le collaborazioni dal vivo oltre ad alcuni tour con Johnny Neel dove suonano nell'album Johnny Neel And The Italian Experience, vi è la partecipazione come gruppo di apertura del tour tedesco del 2008 di Gary Moore e il tour europeo con i Muscle Theory di Alvin Youngblood Hart.

## Discografia

### Album
- 2000 - W.I.N.D. (Artesuono Records/I.R.D.)
- 2002 - Hypnotic Dream (Artesuono Records/I.R.D.)
- 2004 - Groovin' Trip (Artesuono Records/I.R.D.)
- 2005 - Live in the Land of Milk and Honey – Burg Herzberg 2005 (Herzberg-Verlags)
- 2010 - Walkin' in a New Direction (Artesuono Records/I.R.D.)
- 2013 - Temporary Happiness (Artesuono Records/I.R.D.)